# OVA d'El detectiu Conan

La coberta del DVD del tercer Magic File, publicat el 2009.

La sèrie detectivesca El detectiu Conan té dues sèries d'Original Video Animation (OVA) produïdes per TMS Entertainment, Nippon Television, i Yomiuri Telecasting Corporation. La primera, Shōnen Sunday Original Animation, està formada per episodis anuals que els subscriptors de la revista Weekly Shōnen Sunday —on es publica el manga original— podien demanar per correu; es van editar entre el 2000 i el 2012. Els primers nou episodis d'aquesta sèrie es van agrupar en quatre volums DVD anomenats Secret Files i es van posar a la venda entre el 24 de març del 2006 i el 9 d'abril del 2010. La segona sèrie d'OVA, anomenada Magic Files, la formen diversos episodis anuals directament posats a la venda en format DVD. El primer va sortir al mercat l'11 d'abril del 2007 amb quatre episodis. Els Magic Files següents tenen una trama original relacionada amb una pel·lícula d'El detectiu Conan, començant amb la dotzena, El detectiu Conan: La partitura de la por. No se n'ha doblat cap al català.

## OVA

### Shōnen Sunday Original Animation
| Núm. | Títol | Estrena al Japó |  |
| --- | --- | --------------- |  |
| | |                 |  |
| 1 | En Conan vs en Kid vs en Yaiba Conan tai Kiddo tai Yaiba Hōtō Sōdatsu Daikessen (コナンvsキッドvsヤイバ 宝刀争奪大決戦!!)                                                                      | 2000            |  |
| En Conan manlleva un munt de mangues d'en Mitsuhiko i coses molt estranyes comencen a succeir als voltants de la ciutat de Beika. Després, una família contracta en Kogoro perquè els ajudi a protegir una espasa especial que en Kaito Kid vol robar. En Conan i la Lliga de Detectius Júnior també decideixen anar a la casa. Allà tot és encara més misteriós: apareixen tres mascotes que ningú no ha vist mai i, a més a més, poden parlar. En Conan entra a una habitació i veu un licor que en una ocasió el va fer tornar a ser en Shinichi Kudo. Podrà en Conan beure aquest licor, tornar-se en Shinichi i ajudar en Yaiba (personatge que apareix misteriosament) per evitar que en Kaito Kid robi l'espasa?               | |                 |  |
| 2 | Setze sospitosos!? Jūrokunin no Yōgisha!? (16人の容疑者!?) | 2002            |  |
| Un dia de tardor, en Shiratori convida l'inspector Megure, la Sato, en Takagi, en Kogoro, l'Eri, la Ran, la Sonoko, en Heiji, la Kazuha, el doctor Agasa i la Lliga de Detectius Júnior a una celebració a la seva casa nova de Karuizawa. De sobte, enmig de l'esdeveniment, el seu vi més valuós apareix fet miques. El responsable és un dels setze convidats. | |                 |  |
| 3 | En Conan, en Heiji i el nen desaparegut Conan to Heiji to Kieta Shōnen (コナンと平次と消えた少年)                                                                                              | 2003            |  |
| Un dia de primavera en Conan i la Ran accepten una invitació dels seus amics Heiji i Kazuha, per a fer turisme a Osaka. Mentre fan un passeig per la ciutat, apareix un grup de dos nens i una nena molt semblants a l'Ayumi, en Genta i en Mitsuhiko, que havien quedat amb un amic seu a la una. Passaven ja de les dues i l'amic encara no havia aparegut. Tots decideixen ajudar-los i descobreixen que el nen ha estat segrestat. Podran en Heiji i en Conan trobar el nen i salvar-lo? | |                 |  |
| 4 | En Conan, en Kid i el Crystal Mother Conan to Kiddo to Kurisutaru Mazā (コナンとキッドとクリスタル·マザー)                                                                                     | 2004            |  |
| La reina d'Anglaterra rep una carta d'en Kaito Kid, qui li diu que robarà el tresor més valuós del seu país durant el trajecte amb tren cap a Osaka: el Crystal Mother. Alhora, un altre famós lladre vol aconseguir la joia i matar en Kaito Kid. Tots van al mateix tren i amb els ulls posats en la joia. Per sort, la Kazuha ha convidat en Conan i a la Ran a Osaka i viatgen al mateix tren que el de la joia. Aconseguirà en Kaito Kid el seu objectiu? | |                 |  |
| 5 | L'objectiu és en Kogoro Mouri!! La investigació secreta dels joves detectius Hyōteki wa Mōri Kogorō!! Shōnen Tanteidan Maruhi Chōsa (標的は毛利小五郎!!少年探偵団マル秘調査)                   | 2005            |  |
| La Lliga de Detectius Júnior, com a part d'una feina escolar en què han de parlar sobre alguna professió, decideixen investigar la feina d'en Kogoro com a detectiu i l'espien durant tot un dia. Primer el segueixen al tren i més endavant veuen que ell està espiant a un noi jove. En Kogoro s'adona de la presència dels nens, i en un descuit davant dels seus ulls segresten el noi jove. L'objectiu dels segrestadors són diners. Aconseguiran en Kogoro i la Lliga de Detectius Júnior rescatar el noi i atrapar els segrestadors? | |                 |  |
| 6 | La persecució del diamant desaparegut! En Conan i en Heiji contra en Kid Kieta Daiya o Oe! Konan, Heiji vs Kiddo (消えたダイヤを追え!コナン·平次vsキッド)                                      | 2006            |  |
| Un dia normal al despatx d'en Kogoro Mouri, sona el telèfon i en Conan l'agafa, però el que se sent a l'altre costat és... "Tens els diners preparats?". En Conan és testimoni d'un xantatge en el qual la veu del criminal li és molt familiar. Juntament amb en Heiji, intentaran descobrir el culpable i impedir que compleixi les seves intencions. De qui és aquesta veu tan familiar? Quin paper jugarà en Kaito Kid en tot això? | |                 |  |
| 7 | Un repte escrit del doctor Agasa! L'Agasa contra en Conan i la Lliga de Detectius Júnior Agasa kara no Chōsenjō! Agasa vs. Conan & Shōnen Tanteidan (阿笠からの挑戦状!阿笠vsコナン&少年探偵団) | 2007            |  |
| El doctor Agasa fa veure que l'han segrestat i demana ajuda a la Lliga de Detectius Júnior perquè el trobin. Com que és un joc, en Conan decideix deixar-los la feina als nens, però la mentida es torna realitat quan el doctor és testimoni d'un segrest. Ara, la seva vida i la de la víctima corren perill. Podran en Conan i els seus amics rescatar l'Agasa, la víctima del segrest i capturar els segrestadors? | |                 |  |
| 8 | Els casos de la detectiva adolescent Sonoko Suzuki Joshi Kōsei Tantei Suzuki Sonoko no Jikenbo (女子高生探偵 鈴木園子の事件簿)                                                                 | 2008            |  |
| La Sonoko escriu una obra de teatre en què es comet un assassinat a l'empresa de publicacions "Weekly News". Hi ha 4 sospitosos i la víctima ha deixat un missatge pòstum. A l'escena del crim hi ha la policia i en Kogoro Mouri, que no poden resoldre el cas. Llavors apareix la Sonoko dient que ho ha descobert tot. El problema és que la Sonoko no sap com continuar l'obra. De totes maneres, comptarà amb l'ajut de la Ran i de la Lliga de Detectius Júnior. Podran entre tots acabar l'obra? | |                 |  |
| 9 | El desconegut al cap de 10 anys 10nen go no Ihōjin (10年後の異邦人) | 2009            |  |
| En Conan està engripat i es queda adormit. Una trucada de la Haibara el desperta i li diu que acaba de fer un antídot de l'APTX 4869. Així doncs, es pren l'antídot i perd el coneixement. Quan es desperta, torna a ser en Shinichi. Tot sembla normal fins que es dirigeix a l'escola Teitan, on estudia juntament amb la Ran, per sorprendre'ls a tots. Malgrat tot, en Shinichi s'adona que la ciutat és diferent. És allà on descobreix que de fet han passat 10 anys, i que tant ell com la resta de la Lliga de Detectius Júnior ja són adults. Quan torna a l'agència veu que en Kogoro no ha canviat gens. I el més estrany de tot, si en teoria ell ara és en Shinichi, per què tothom l'anomena Conan? Què passa realment? | |                 |  |
| 10 | En Kid a l'illa Parany (KID in TRAP ISLAND) | 2010            |  |
| A l'hotel d'una illa s'hi exhibirà la joia "La llàgrima d'Artemisa" i s'ha rebut un avís de robatori d'en Kaito Kid. S'aixeca el teló de la batalla entre en Kid i en Conan, que ja era en aquest hotel. En Kid aconsegueix robar "La llàgrima d'Artemisa", però a causa de les diverses trampes col·locades a l'illa, se li ha complicat la fugida. A més, quina serà la gran trampa que els espera a en Conan i a en Kid? | |                 |  |
| 11 | Instruccions secretes des de Londres Rondon kara no Hishirei (ロンドンからの秘指令) | 2011            |  |
| Mentre el doctor Agasa i en Conan són de viatge a Londres, la Haibara es queda amb l'Ayumi. En Mitsuhiko per casualitat mira una revista i hi veu una noia famosa idèntica a l'Ai. Mentre es pregunta si es tracta de la mateixa persona, rep una trucada d'en Conan, qui li diu: "No deixis que la Haibara s'acosti a la casa del professor!". Quin és el secret de la Haibara? En Mitsuhiko i en Genta comencen a investigar. | |                 |  |
| 12 | El miracle d'Excàlibur Ekusukaribaa no Kiseki (えくすかりばあの奇跡) | 2012            |  |
| El doctor Agasa demana ajuda a en Conan. Vol que vagi amb ell i amb un amic seu, que és entrenador d'un equip de beisbol, perquè una jugadora del seu equip que pateix bullying s'eixoriveixi. Al coctor no se li acut cap altra manera d'ajudar-la que amb la llegenda de l'espasa d'Excàlibur: en aquest cas la noia haurà d'arrencar el bat del terra del camp. | |                 |  |

### Magic Files
| Núm. | Títol | Estrena al Japó     |  |
| --- | --- | ------------------- |  |
| | |                     |  |
| 1 | Detectiu Conan Magic File Meitantei Conan Magic File (名探偵コナン Magic File) | 11 d'abril del 2007 |  |
| Inclou els episodis 132, 133, 134 i 196 de la sèrie d'anime. | |                     |  |
| 2 | Detectiu Conan Magic File 2 "Shinichi Kudo: El cas de la paret misteriosa i el labrador negre" Meitantei Conan Magic File 2 ～Kudō Shinichi Nazo no Kabe to Kuro Rabu Jiken～ (名探偵コナンMagic File 2 ～工藤新一 謎の壁と黒ラブ事件～)          | 19 d'abril del 2008 |  |
| Per a explicar quina relació té la cançó Amazing Grace amb la Ran i en Shinichi a la pel·lícula La partitura de la por, coneixem un episodi en què en Shinichi va ajudar a confirmar la coartada a un home acusat d'assassinat.                  | |                     |  |
| 3 | Detectiu Conan Magic File 3 "Shinichi i Ran: Els records de les peces de mahjong i el Tanabata" Meitantei Conan Magic File 3 ～Shinichi to Ran・Maajan Pai to Tanabata no Omoide～ (名探偵コナン Magic File 3 ～新一と蘭・麻雀牌と七夕の思い出～) | 18 d'abril del 2009 |  |
| Abans dels fets del film El perseguidor negre, la Ran explica a en Conan com va ser una de les seves festes Tanabata quan era petita, mentre en Kogoro juga a mahjong.                                                                           | |                     |  |
| 4 | Detectiu Conan Magic File 4 "L'odissea de l'okonomiyaki d'Osaka" Meitantei Conan Magic File 4 ～Osaka Okonomiyaki Odessei～ (名探偵コナン Magic File 4 ～大阪お好み焼きオデッセイ～)                                                              | 17 d'abril del 2010 |  |
| Després dels fets del film La nau perduda al cel, en Conan en Heiji i la Kazuha volen anar a un restaurant a menjar un okonomiyaki abans en Conan no se'n vagi d'Osaka. La cosa es complica quan una dona els encarrega que vigilin el seu nadó. | |                     |  |
| 5 | Detectiu Conan Magic File 2011 "El caprici del record de Niigata-Tòquio" Meitantei Conan Magic File 2011 ～Niigata ~ Tōkyō Omiyage Kapurichio～ (名探偵コナン Magic File 2011 ～新潟～東京 おみやげ狂騒曲～)                                      | 16 d'abril del 2011 |  |
| Després de tornar a casa acabat el viatge de Quinze minuts de silenci, els nens de la Lliga de Detectius Júnior i la Sonoko s'adonen que s'han intercanviat els regals per un descuit.                                                           | |                     |  |
| 6 | Detectiu Conan Magic File 2012 "Flor Fantasista" Meitantei Conan Magic File 2012 ～Fantasista Flower～ (名探偵コナン Magic File 2012 ～ファンタジスタの花～)                                                                                      | 14 d'abril del 2012 |  |
| En relació amb L'onzè davanter, coneixem un episodi de l'època en què en Shinichi jugava a futbol a l'institut: apareixen crítiques als jugadors de l'equip escrites a la pissarra del vestidor.                                                 | |                     |  |